# Gubernatorzy generalni Mauritiusa
Gubernator generalny Mauritiusa – funkcja istniejąca w systemie politycznym Mauritiusa od uzyskania przez to państwo niepodległości w 1968 do wprowadzenia w nim systemu republikańskiego w 1992. Gubernatorzy generalni reprezentowali monarchę brytyjskiego, będącego formalną głową państwa, i wykonywali w jego imieniu wszystkie jego uprawnienia (choć w praktyce wyłącznie na wniosek rządu).

## Lista gubernatorów generalnych
| od   | do   | osoba                     |
| ---- | ---- | ------------------------- |
| 1968 | 1968 | John Shaw Rennie          |
| 1968 | 1972 | Leonard Williams          |
| 1972 | 1977 | Raman Osman               |
| 1977 | 1979 | Henry Garrioch (p.o.)     |
| 1979 | 1983 | Dayendranath Burrenchobay |
| 1983 | 1985 | Seewoosagur Ramgoolam     |
| 1985 | 1992 | Veerasamy Ringadoo        |